# Битва при Джалуле

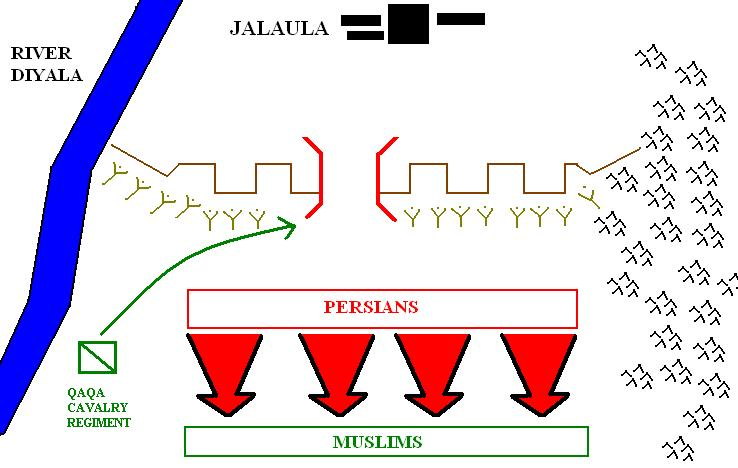
Обход конницы Ка'ки

Битва при Джалуле (араб.: معركة جلولاء) — сражение во время войны между Арабским халифатом и Сасанидским государством, состоявшееся в 637 году в период арабского завоевания Ирана.

## Предыстория
После взятия арабскими войсками Ктесифона в апреле 637 года иранская армия отступила на север и восток. Шах Йездигерд III обосновался в Хулване. Иранская армия стала концентрироваться у городка Джалула (в 150 км к северу от Ктесифона) в предгорьях Загроса, чтобы прикрывать путь на Хулван и в то же время сохранять своё присутствие в центральной Месопотамии для возможного нанесения контрудара по арабам. Иранцы переправили свои семьи дальше в тыл, в Ханикин, привели в порядок оборонительные рвы, разместили в них подразделения пехоты, перед рвами установили железные шипы или колья против арабской конницы. Войска были под командованием Михрана-и Бахрам-и Рази из семьи Михранидов и Фаррухзада, сына Фарруха Хормизда и брата Ростама Фаррохзада, армянского династа Вараз-Тирока II Багратуни и военачальника Фирузана. Михран был опытным полководцем, который сражался с арабами в Кадисии и хорошо знал тактику мусульман. В храмах огня иранцы дали клятву держаться до конца. Через Хулван из Мидии подходили все новые силы на помощь защитникам крепости.
Узнав о сборах иранской армии, Саад ибн Абу Ваккас отправил к Джалуле отряд под командованием своего племянника Хашима ибн Утбы. В мае/июне 637 года арабы двинулись вверх по течению Диялы. По пути в Джалулу арабы заняли ряд населенных пунктов, заключив договоры о мире с одними дехканами и расправившись с теми, кто оказывал сопротивление.
Джалулу взять с ходу было невозможно, и арабы начали осаду, которая затянулась надолго. Согласно одному свидетельству, мусульмане предприняли восемьдесят попыток сломить сопротивление гарнизона Джалулы, прежде чем добились успеха. Бал'ами, не указывая на источник информации, сообщает о том, что арабы простояли у Джалулы полгода. За время осады арабское войско увеличилось за счет прибывавших из Ктесифона конных отрядов. Не добившись успеха в полугодовом противостоянии, Хашим повёл свои войска в решающее сражение.

## Ход сражения
Битва началась с фронтальной атаки мусульман, но конная атака была сорвана из-за шипов, расставленных вокруг рвов; после непродолжительного боя арабы предприняли ложное отступление. Михран, чувствуя, что пришло время начать контрнаступление, приказал перекинуть мост через окопы. Как только иранская армия перешла по нему через траншеи и заняла боевой порядок, он приказал начать общую атаку. 
Как только персы пошли в наступление в открытом поле, Хашим отправил сильный конный отряд под командованием Ка'ка ибн Амра, чтобы захватить мост в тылу у противника. Ка'ка обошел правый фланг персов и быстро захватил плохо охраняемый мост. После этого Хашим начал фронтальную атаку пехотой, в то время как Ка'ка действовал в тылу персов своей кавалерией. Иранские войска оказались в ловушке между арабской армией и своими укреплениями — началась паника, и персы бежали под укрытие укреплений Джалулы, а затем спешно покинули город. Наибольшие потери понесли отряды из Рейя, прикрывавшие отход войска.

## Результаты
Арабское войско захватило в Джалуле огромную добычу. Узнав о поражении, Йездигерд III бежал из Хулвана далее на восток и нашел убежище в Рее. Он оставил гарнизон, которому было поручено сдерживать арабов как можно дольше. Арабский военачальник Ка'ка вошёл в Хулван и попросил разрешения преследовать персов. Халиф Омар запретил своим подчинённым продолжать завоевания. На некоторое время Хулван стал самым северным опорным пунктом арабских армий. Вслед за Джалулой были подчинены и другие крепости, и округа на восточном берегу Тигра: Махруд, Даскара (Дасткарт), Банданаджайн, Ханикин и др. Одни из них были завоеваны «мирным» путем, другие — силой оружия. Под контроль арабов полностью перешла центральная часть Месопотамии.